# Bernardus Peppink
Bernardus Peppink (1849 - Haarlem, 24 februari 1938) was een Nederlands militair en onderofficier. Op 24 maart 1877 werd hij tot Ridder in de Militaire Willems-Orde benoemd. In 1885 was hij aangesteld aan het Nederlandse hof als  "Sous-adjudant du'ordonnance du Roi". Op  11 oktober 1885 verleende Willem III der Nederlanden hem de Zilveren Ere-Medaille verbonden aan de Orde van de Eikenkroon.